# Jonathan Woodgate
Jonathan Simon Woodgate (* 22. Januar 1980 in Middlesbrough) ist ein ehemaliger englischer Fußballspieler, der zuletzt in der Premier League für FC Middlesbrough aktiv war. In seiner Spielweise zeichnete er sich durch ein überdurchschnittlich gutes Kopfballspiel und eine für einen Innenverteidiger vergleichsweise gute Technik aus. Während seiner Karriere wurde Woodgate allerdings des Öfteren von schweren Verletzungen geplagt. Nach der Saison 2015/16 beendete er seine Karriere und arbeitet seit 2019 als Trainer.

## Vereinskarriere

### Leeds United
Die Karriere des Abwehrspielers begann in der Nachwuchsabteilung des FC Middlesbrough, bevor er dann im Alter von 16 Jahren nach Meinungsverschiedenheiten zwischen Verein und Familie bezüglich seiner Zukunftsgestaltung zu Leeds United wechselte. Dort zeigte er gute Leistungen, gewann im Jahre 1997 den FA Youth Cup und debütierte im November des Folgejahres für die von David O’Leary betreute erste Mannschaft. Anfänglich agierte der mittlerweile zum Kapitän der englischen U-18-Auswahl beförderte Woodgate im defensiven Mittelfeld (eine Rolle, die sonst zumeist David Batty vorbehalten war), entwickelte sich dann aber zu einem zentralen Bestandteil der Leeds-Abwehrreihe und vor allem nach der Verpflichtung von Rio Ferdinand im November 2000 wurde dieses neue „Innenverteidiger-Paar“ in der Fachwelt bereits als Basis für die künftige Nationalmannschaftsdefensive gesehen.
Den fußballerischen Fähigkeiten zum Trotz hatte sich der häufig temperamentvoll agierende Woodgate jedoch zuvor in seiner sportlichen Perspektive selbst beraubt. Im Januar 2000 war er gemeinsam mit seinem Teamkameraden Lee Bowyer maßgeblich in eine Schlägerei vor dem Nachtlokal „Majestyks“ in Leeds involviert, bei der ein asiatischer Student schwere Verletzungen erlitten hatte. Nachdem das erste Gerichtsverfahren im April 2001 noch zu einem vorzeitigen Ende gekommen war, wurde Woodgate in einem zweiten Verfahren, das bis Dezember 2001 andauerte und seine Einsatzmöglichkeiten in der Mannschaft reduzierte, zu 100 Sozialdienststunden verurteilt – im Falle von Lee Bowyer endete die Anklage mit einem Freispruch.

### Newcastle United
Im Januar 2003 wechselte Woodgate für eine Ablösesumme von neun Millionen Pfund zu Newcastle United. Dort entwickelte er sich zwar schnell zu einem Publikumsliebling, verletzte sich dann aber zu Beginn der Saison 2003/04 schwer. Höhepunkt dieser Spielzeit sollte schließlich seine Leistung im UEFA-Pokal-Halbfinalhinspiel sein, als er das direkte Duell gegen Didier Drogba für sich entschied.

### Real Madrid
Im Sommer 2004 verpflichtete Real Madrid Woodgate für 13,4 Millionen Pfund. Diese Personalentscheidung des spanischen Großklubs wurde in der Fachwelt mit einiger Verwunderung aufgenommen, zumal Woodgate zuvor mit Verletzungsproblemen zu kämpfen gehabt hatte. So konnte er in seiner ersten Saison bei Real Madrid auch verletzungsbedingt kein einziges Pflichtspiel für die Madrilenen bestreiten und hatte auch in der Saison 2005/06 immer wieder mit Blessuren zu kämpfen. Zudem stand sein Einstand in der spanischen Liga am 22. September 2005 gegen Athletic Bilbao unter keinem guten Stern und nach einem Eigentor wurde Woodgate mit einer gelb-roten Karte des Feldes verwiesen.
Nach seinem ersten Tor für Real beim 4:1-Sieg gegen Rosenborg Trondheim in der Champions League am 19. Oktober 2005 verbesserten sich die Aussichten Woodgates kontinuierlich und bis Februar 2006 entwickelte er sich immer mehr zum Stammspieler an der Seite von wechselnden Partnern wie Sergio Ramos, Iván Helguera, Francisco Pavón sowie Álvaro Mejía und wurde immer mehr zum Führungsspieler. Weitere Rückschläge hinsichtlich der körperlichen Fitness waren dann jedoch ursächlich dafür, dass er von Real Madrid zur Saison 2006/07 an den Heimatklub FC Middlesbrough verliehen wurde. Mitbewerber neben dem Verein aus seiner Heimatstadt war Newcastle United; die Vereinsführung des FC Liverpool hingegen dementierte ein angebliches Interesse an einer Verpflichtung von Woodgate.
Der englische Innenverteidiger sollte anschließend nicht mehr nach Madrid zurückkehren, wo man ihm nachträglich per Leserwahl in der spanischen Sportzeitung „Marca“ sogar noch bescheinigte, der „größte Fehleinkauf des 21. Jahrhunderts“ gewesen zu sein – mit 37,11 % der Stimmen „gewann“ Woodgate mit großem Abstand.

### FC Middlesbrough
Am 9. September 2006 absolvierte Woodgate im Emirates Stadium gegen den FC Arsenal sein erstes Spiel für den FC Middlesbrough und konnte mit einer guten Leistung überzeugen. Bereits in seinem zweiten Spiel wurde ihm die Rolle des Mannschaftsführers übertragen, da George Boateng als Kapitän gesperrt war. In einer nur sehr mäßigen Saison des FC Middlesbrough, die zwar keine Abstiegsgefahr brachte, aber auch die obere Tabellenhälfte außer Reichweite geraten ließ, war Woodgate schließlich einer der Leistungsträger.
Am 26. April 2007 verkündete der Klub, dass Woodgate für eine Ablösesumme von sieben Millionen Pfund endgültig zum FC Middlesbrough wechseln sollte und mit einem Vierjahresvertrag bis zum Jahre 2011 gebunden werden konnte.

### Tottenham Hotspur
Am 29. Januar 2008 wurde bekannt, dass Woodgate mit sofortiger Wirkung zum Ligarivalen Tottenham Hotspur wechselt.

### Stoke City
Am 11. Juli 2011 wechselte Jonathan Woodgate zu Stoke City.

## Laufbahn in der Nationalmannschaft
Während seiner Zeit bei Leeds United wurde Woodgate das erste Mal in die englische Nationalmannschaft berufen – erst im Anschluss daran debütierte er dann für die U-21-Auswahl Englands. Sein erstes Spiel unter dem damaligen Trainer Kevin Keegan bestritt er am 9. Juni 1999 gegen Bulgarien und war somit der erste Spieler, der in den 1980ern geboren wurde und zu einem kompletten Länderspiel in der englischen Nationalmannschaft kam. Die vielversprechende Karriere bekam jedoch aufgrund der Verletzungsprobleme, vor allem aber auch wegen der Kontroverse um seinen gewalttätigen Ausbruch, einen nachhaltigen Rückschlag.
Der englische Fußballverband „Football Association“ sperrte Woodgate in der Folge für weitere Länderspieleinsätze, so dass dieser nach seinem Debüt vorerst zu keinem weiteren Auswahlspiel mehr kam und damit auch eine mögliche Teilnahme an der WM 2002 in Japan und Südkorea verpasste.
Erst nach dem Endrundenturnier kam Woodgate zwischen September und Oktober 2002 wieder zu drei Länderspielen, denen eine erneut 1½-jährige Pause bis zu einer weiteren Partie gegen Schweden am 31. März 2004 folgte. Die anhaltenden Verletzungsprobleme behinderten anschließend seine Nationalmannschaftskarriere und der möglichen Restchance auf eine Nominierung zur WM 2006 in Deutschland stand eine weitere Operation im Wege.
Am 7. Februar 2007 gab er im Spiel gegen Spanien nach fast drei Jahren sein Comeback in der Nationalmannschaft.